# Arkadiusz Godel
Arkadiusz Godel (Lublino, 4 febbraio 1952) è un ex schermidore polacco, vincitore di una medaglia d'oro nella scherma ai giochi olimpici.